# Västra Österåtjärnarna
Västra Österåtjärnarna är en sjö i Åre kommun i Jämtland och ingår i Nean-Vapstälvens kustområde.